# Wieze

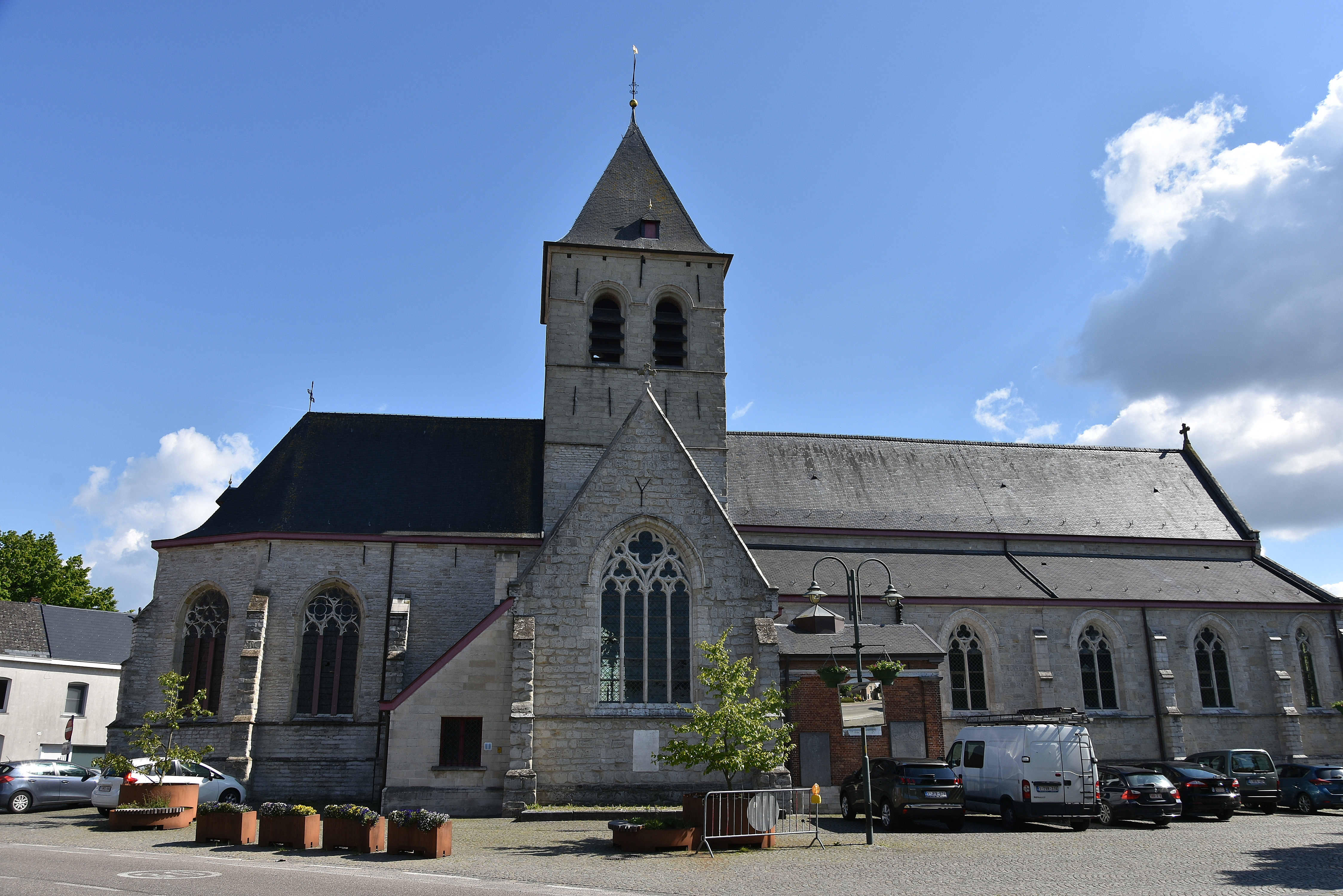
De Sint-Salvatorkerk

Wieze is een dorp in de Belgische provincie Oost-Vlaanderen en een deelgemeente van Lebbeke, het was een zelfstandige gemeente tot aan de gemeentelijke herindeling van 1977. Wieze ligt in de Denderstreek, aan de rand van de groene Dendervallei tussen Aalst en Dendermonde.

## Geschiedenis
Wieze, een dorp dat via een oude rivierarm met de Dender verbonden is, blijkt bewoond te zijn sinds de Gallo-Romeinse periode (vondst van een glazen wijnkruik, in een brandgraf uit de 1e of 2e eeuw en overblijfsels van bewoning, op de site Blaesveld (Bauwens-Lesenne, Bibliografisch repertorium der oudheidkundige vondsten in Oost-Vlaanderen, 1962).
In de wetenschappelijke literatuur tot halfweg vorige eeuw, is herhaaldelijk geschreven dat Wieze vermeld is in de Salische Wet.
Indien de auteur van 'Histoire des environs de Bruxelles' gelijk heeft, dan is Wieze niets minder dan de Wisogast uit:
"Sunt autem electi de pluribus viri quatuor, Wisogast, Bodogast, Salogast et Windogast, in locis quibus nomen Salagheve, Bodogheve, et Windogheve". Namelijk de heer van Wieze; een strategische plaats, net als Bodegem (Brabant), Saleghem of Zeelhem (bij Diest) en Winden (Neer- en Overwinden) bij Tienen.
In 1108 maken Wieze en de naburige gemeente Moorsel deel uit van een schenking door Robrecht I van Vlaanderen, waarop "heerlijke rechten" worden toegestaan (De Potter en Broeckaert, Geschiedenis der Oost-Vlaamse gemeenten, 1893). 
De heerlijkheid Wieze was achtereenvolgens bezit van de families van Wiense, '1650-1795). van Ideghem (vanaf de 15e eeuw), de Clerque Wissocq de Sousberghe (1650-1795). Daarna leverde de familie de Kerckhove d'Exaerde de kasteelheren, tot 1950.

## Bezienswaardigheden
- Het schilderachtige dorpsplein, dat wordt gedomineerd door de gotische Sint-Salvatorkerk en het café "'t Oud Gemeentehuis". De hele dorpskern is sinds 1981 beschermd als waardevol dorpsgezicht. Er staat ook een merkwaardige, oude zomereik, bekend als "den dikken eik".
- De Onze-Lieve-Vrouw van Smartenkapel.
- De Sint-Salvatorkapel.
- Het Kasteel van Wieze.
- Het Neerhof, een historische hoeve.
- De 17e-eeuwse pastorie, van 1745.
- De Olmen, art-decolandhuis gebouwd door de familie Callebaut.

## Natuur en landschap
Wieze ligt aan de Dender op een hoogte van 5-10 meter. De bodem is lemig en zandlemig. Enkele beken (Windgatbeek, Grote Beek en Steenbeek) lopen in noordwestelijke richting en monden uit in de Dender.
Het natuurreservaat Hannaerden, dat beheerd wordt door Natuurpunt, herbergt o.a. reeën en de Europese rode eekhoorn. Een tweede natuurgebied is Wiestermeers, gelegen nabij de Dender en de Windgatbeek.

## Demografische ontwikkeling
- Bronnen:NIS, Opm:1831 tot en met 1970=volkstellingen; 1976 = inwoneraantal op 31 december

## Evenementen
In de streek is Wieze vooral bekend omwille van zijn Oktoberhallen, waar in de periode 1956-1986 dertig keer de Oktoberfeesten van de brouwerij Van Roy plaatsvonden. Vandaag worden deze Oktoberhallen gebruikt voor verschillende evenementen.
Verder is het dorp ook bekend door de Koninklijke Vereniging van Volkstuinen: Werk van den Akker-Wieze, dat tot de oudste verenigingen van België behoort.
Naast deze vereniging kan men zich onder andere aansluiten bij , Chiro Tiboe en de Heemkundige kring Sint-Salvator.
De grootste jaarlijkse activiteit is 'Wies Karnaval' (carnaval). Ieder jaar trekt twee weken na Oilsjt Karnaval een stoet plaatselijke groepen door de straten van Wieze.

## Lijst van burgemeesters
- (1838) Van Damme[1]
- Eugenius Callebaut[2]

## Toerisme
Door dit dorp loopt onder meer de fietsroute Denderende Steden.

## Sport
In Wieze speelt een kaatsclub, Wieze Sportief. Deze club speelde in de hoogste klasse tot vorig seizoen (2023). Kaatsclub Wieze Sportief heeft ook een tweede ploeg. In het seizoen van 2022 promoveerde deze ploeg (toen in Promotion/Bevordering) met een sterke overmacht: het had ruim 20 punten voorsprong op de tweede ploeg (Tourpes). De ploeg, met o.a. Kylian Steels, Stephan Thelis en Remco Pieters, maakte dus een overstap naar nationale 3. 
In het seizoen van 2023 speelde de eerste ploeg (Nationale 1) tegen hun tweede ploeg (Nationale 3), dit in de eerste ronde van de Beker van België. Opvallend hierbij is dat Dimitri Steels en Kylian Steels, respectievelijk vader en zoon, het tegen elkaar moesten opnemen. Na een 6-10 achterstand, slaagde de ploeg uit nationale 3 erin om de nakende nederlaag om te buigen in een overwinning (13-10). 
Aan het ontmoetingscentrum bevindt zich ook een judoclub en een karabijnschuttersclub.

## Galerij

Afbeeldingen van een kaatswedstrijd tussen Wieze en Montrœul-au-Bois
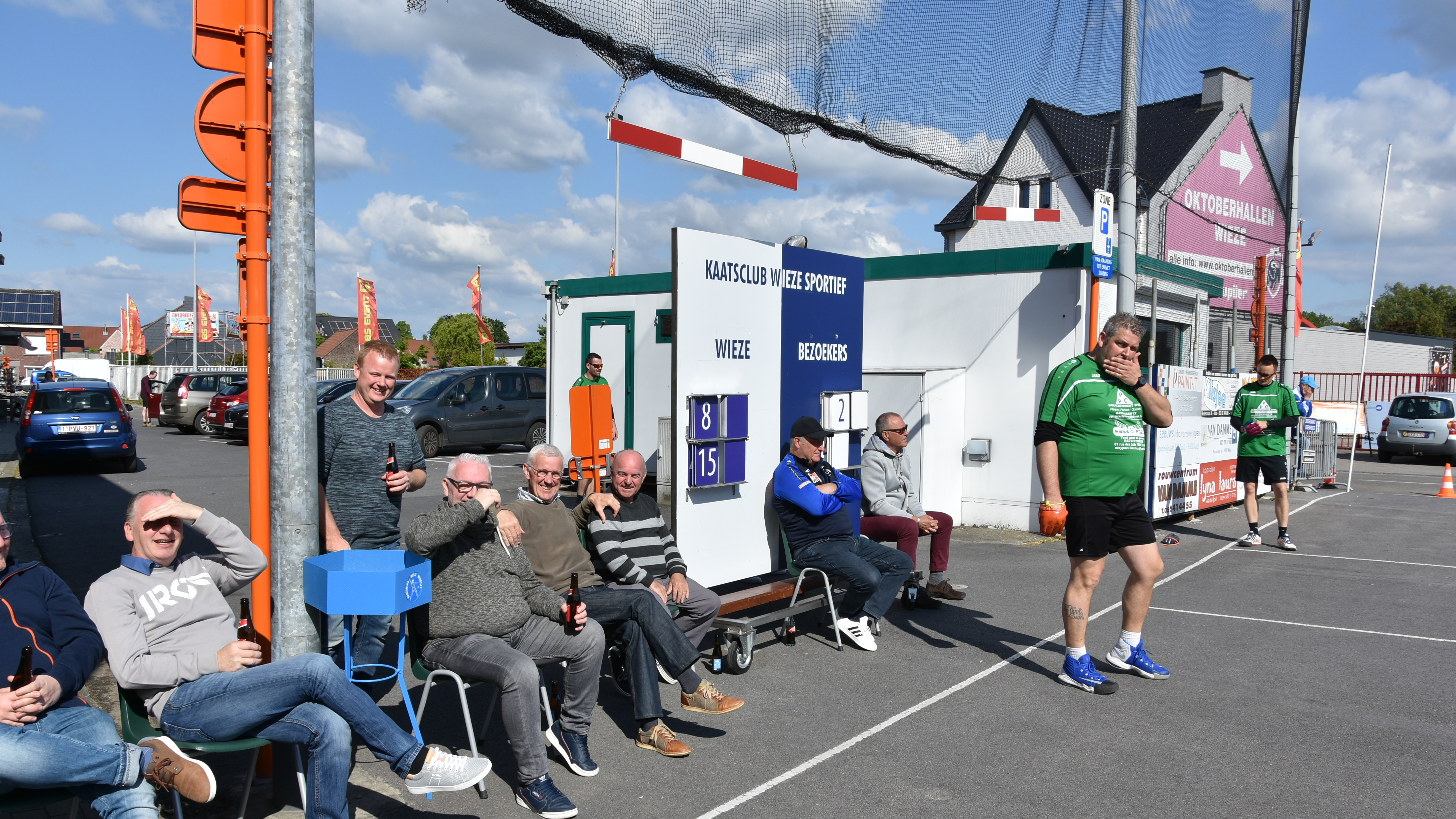
Het scorebord
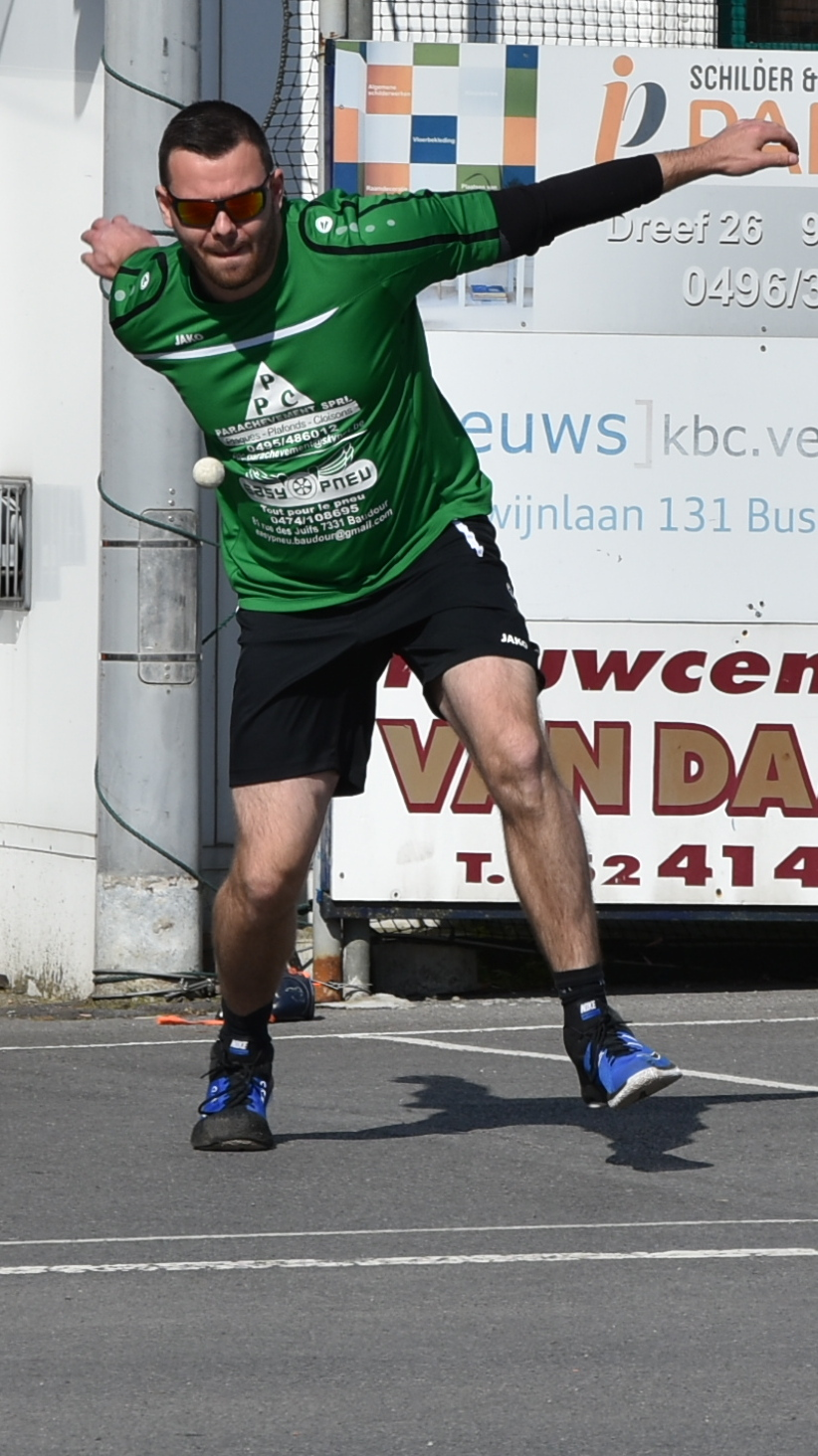
Een kaatser van Montrœul-au-Bois
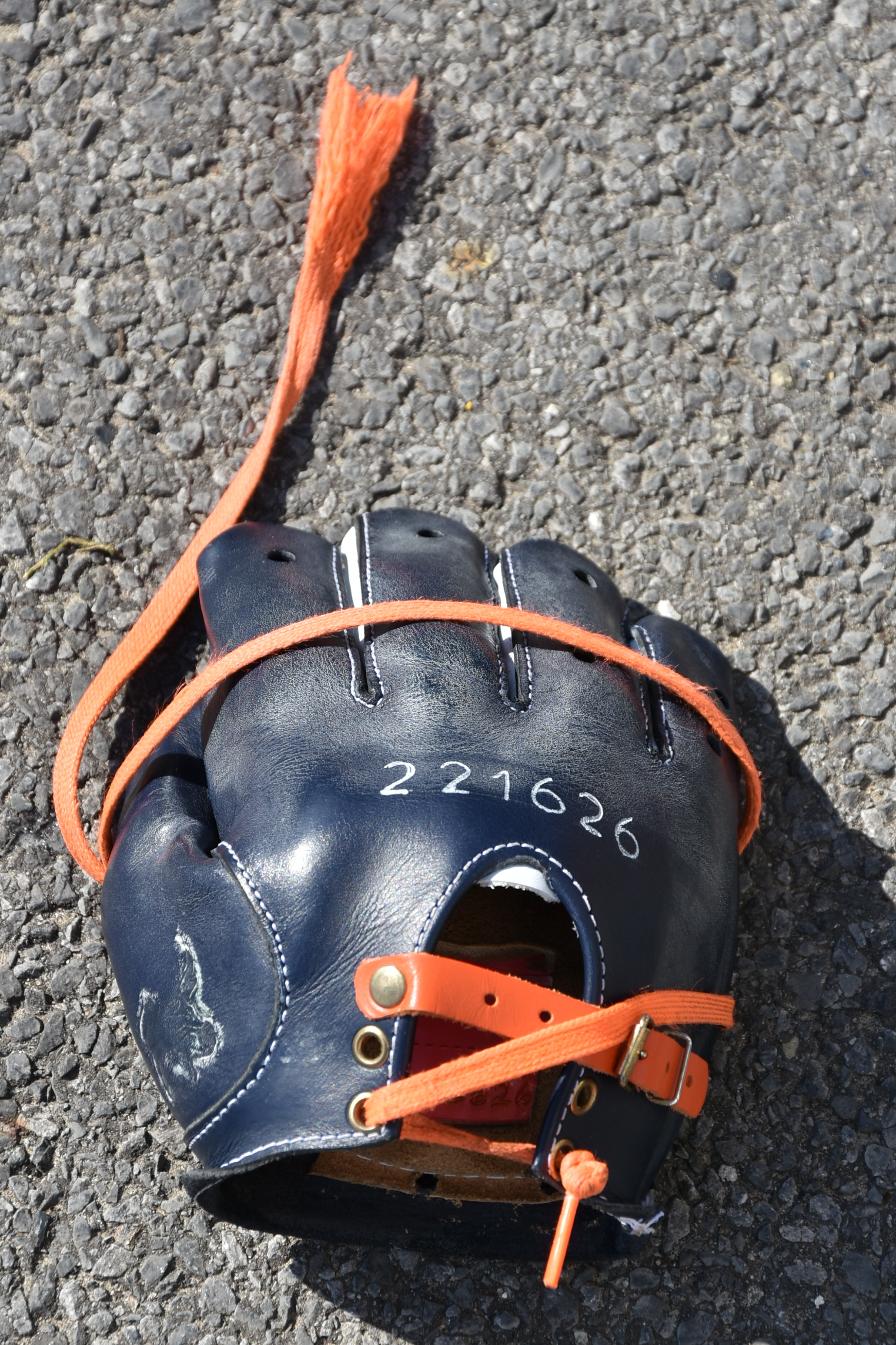
Een kaatshand- schoen
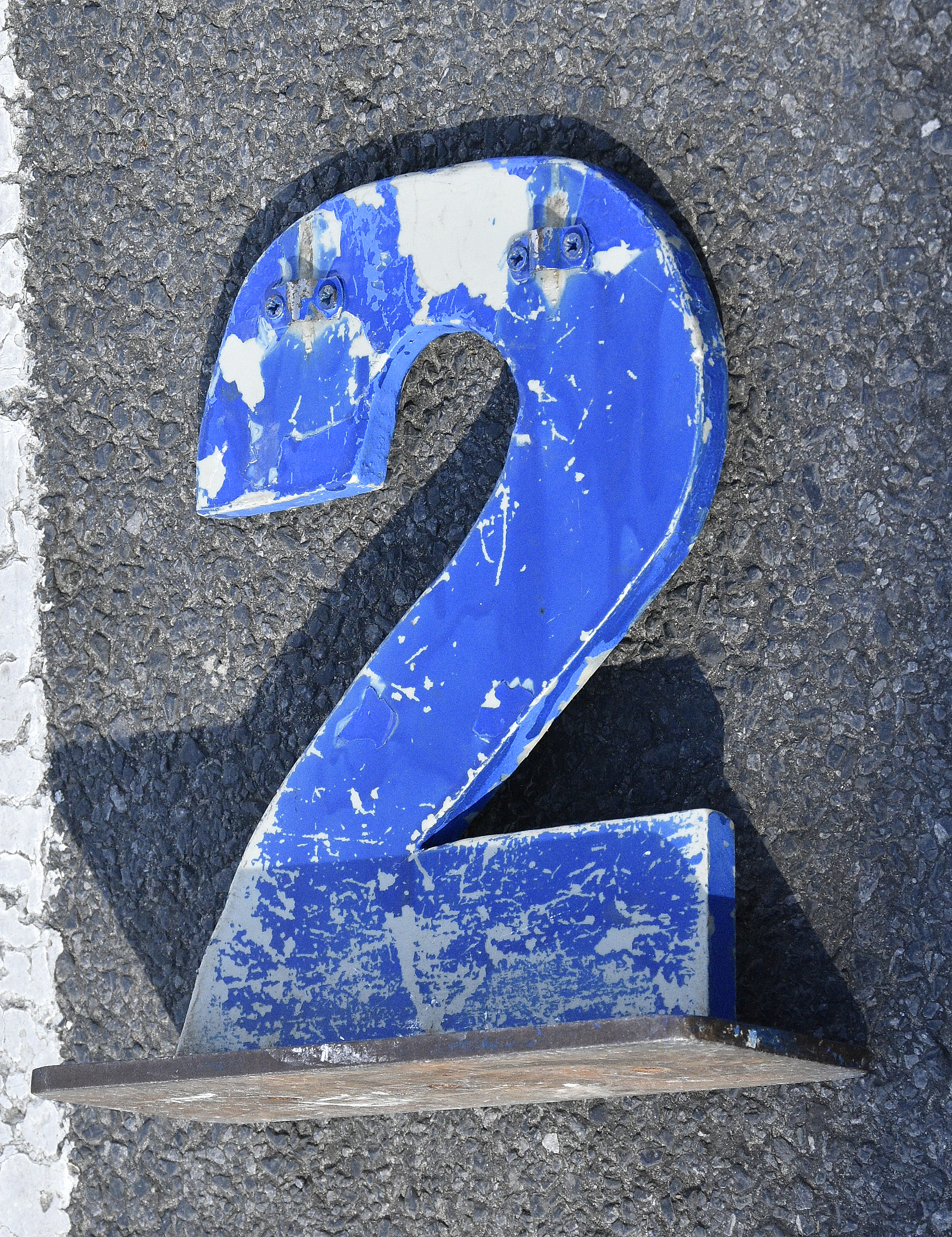
Een kaats
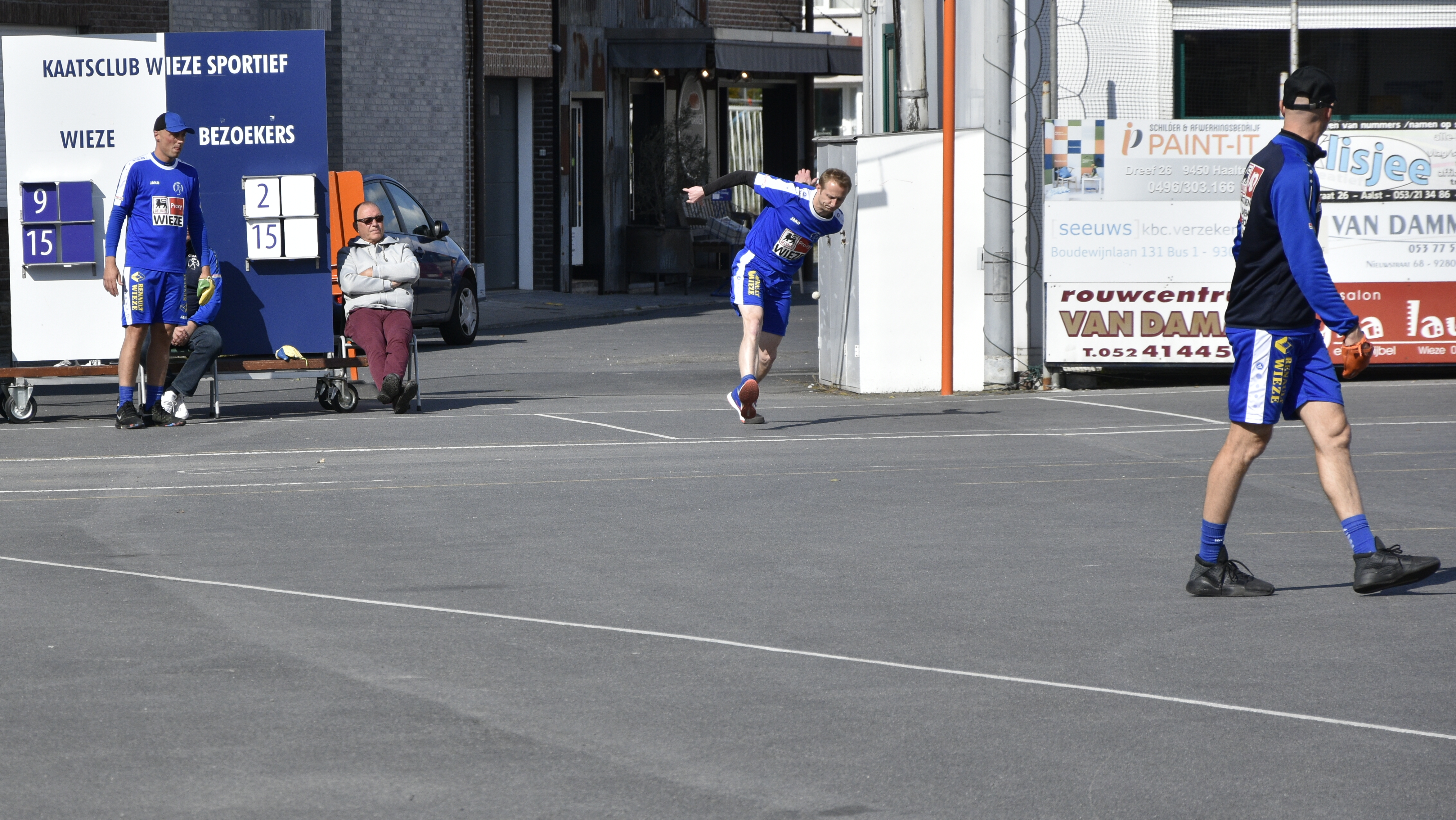
Kaatsers van Wieze Sportief

## Geboren in Wieze
- Raf Coppens: cabaretier

## Nabijgelegen kernen
Moorsel, Denderbelle, Lebbeke, Herdersem